# Відносини Мексика — Європейський Союз
15 липня 1975 року Мексика та Європейське економічне співтовариство (ЄЕС) підписали угоду про розвиток економічних і торгових відносин. Мексика та Європейський Союз (ЄС) мають угоду про вільну торгівлю з 2000 року, і обидві отримують високі інвестиційні потоки.

## Угоди
У 1997 році Мексика була першою країною Латинської Америки, яка підписала угоду про партнерство з ЄС. «Угода про економічне партнерство, політичну координацію та співробітництво ЄС-Мексика» набула чинності в 2000 році і встановила зону вільної торгівлі (FTA) між двома сторонами (див. розділ про торгівлю нижче). Він також встановлює регулярні контакти на високому рівні між ЄС та Мексикою і виступає каталізатором збільшення інвестиційних потоків.
Мексика та ЄС досягли нової принципової угоди щодо торгівлі у квітні 2018 року, яка замінить першу угоду після ратифікації всіма членами ЄС та сенатом Мексики. Нова угода буде охоплювати всі товари, в тому числі аграрний сектор. Це буде перша торгова угода ЄС, яка включатиме розділ про боротьбу з корупцією як для приватного, так і для державного секторів.
28 квітня 2020 року ЄС та Мексика уклали останній невирішений елемент переговорів щодо своєї нової торговельної угоди та домовилися про точний обсяг взаємного відкриття ринків державних закупівель та високий рівень передбачуваності та прозорості в процесах державних закупівель. Завдяки цьому ЄС і Мексика можуть просуватися до підписання та ратифікації цієї угоди відповідно до своїх відповідних правил і процедур.

## Торгівля

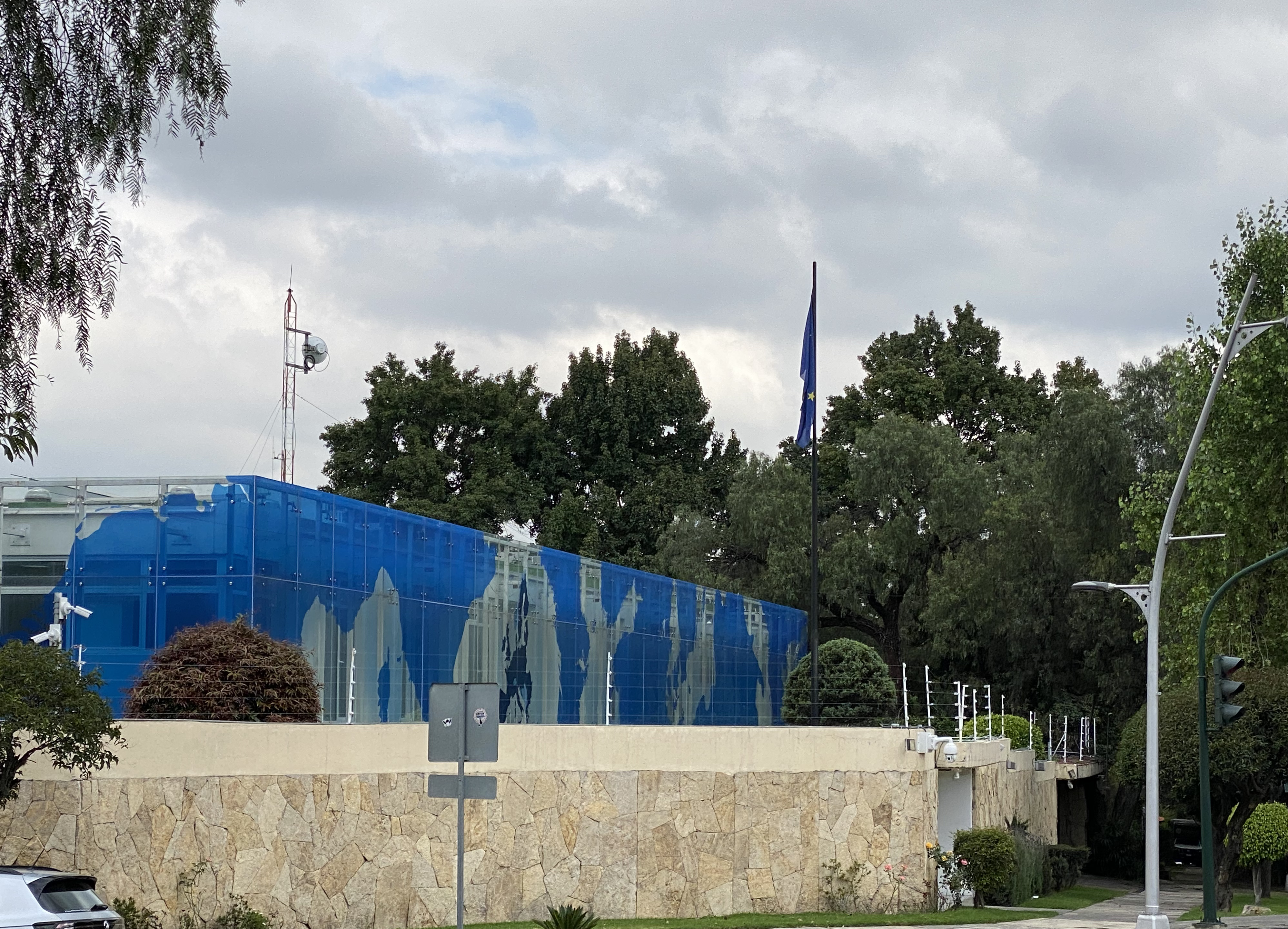
Представництво Європейського Союзу в Мехіко

ЄС є другим за величиною експортним ринком Мексики після США, а Мексика є 12-м експортним партнером ЄС. Основним експортом Мексики до ЄС є мінеральні продукти, машини, електричне та транспортне обладнання та оптичні фототочні прилади. Експорт ЄС до Мексики складається з машин, електричного обладнання, транспортного обладнання, хімічних речовин та мінералів. Що стосується послуг, Мексика експортує туристичні/транспортні та будівельні послуги. ЄС експортує туристичні/транспортні та комп’ютерні послуги.
Вони мають широку та всеосяжну ЗВТ, яка набула чинності в жовтні 2000 року. Він охоплює товари, послуги, державні закупівлі, конкуренцію, інтелектуальну власність та інвестиції. Двосторонні інвестиційні потоки є значними. Спільний комітет та спеціальні комітети збираються один раз на рік, а спільна рада – два рази на рік.
| Торгівля ЄС – Мексика в 2008 р. | Торгівля ЄС – Мексика в 2008 р. | Торгівля ЄС – Мексика в 2008 р. | Торгівля ЄС – Мексика в 2008 р. | Торгівля ЄС – Мексика в 2008 р. |
| Напрямок торгівлі               | Товари                          | послуги                         | Інвестиційний потік             | Інвестиційні акції              |
| ------------------------------- | ------------------------------- | ------------------------------- | ------------------------------- | ------------------------------- |
| ЄС до Мексики                   | 15,9 млрд євро                  | 4,8 мільярда євро               | 5,6 млрд євро                   | 49 мільярдів євро               |
| Мексика до ЄС                   | 9,9 мільярдів євро              | невідомий                       | 0,9 млрд євро                   | 11,4 мільярда євро              |